# آغا خان الرابع
الأمير كريم الحسيني، المعروف أيضًا باسم الأمير شاه كريم الحسيني خارج الجماعات المسلمة الإسماعيلية، وباللقب الديني السياسي الآغا خان الرابع بين الجماعات الإسماعيلية، من مواليد 13 ديسمبر عام 1936، وهو الإمام التاسع والأربعون للطائفة الإسماعيلية النزارية، وهي طائفة من الشيعة يُقدّر عدد متّبعيها بنحو 10-15 مليون (10-12% من إجمالي المسلمين الشيعة في العالم). الآغا خان هو رجل أعمال بارز يحمل الجنسية البريطانية والبرتغالية، وهو أيضًا مربي ومالك أحصنة سباق. تولى مرتبة الإمام تحت لقب الآغا خان الرابع منذ 11 يوليو عام 1957، عندما خلف جده الآغا خان الثالث والسير سلطان محمد شاه.
تُقدّر القيمة الصافية لثروة الآغا خان بنحو 13.3 مليار دولار أمريكي، وذلك في عام 2013. تصف مجلة فوربس الآغا خان بأنه واحد من أكثر عشرة ملكيين ثراءً في العالم. بالإضافة إلى ذلك، فإنه بارز لكونه ملكيًا دون أن يحكم منطقة جغرافية معينة. من بين الأهداف التي ذكر الآغا خان أنه يعمل على تحقيقها: القضاء على الفقر العالمي، وتطبيق التعددية الدينية وتعزيزها، والنهوض بمكانة المرأة، وتكريم الفن والعمارة الإسلامية. وهو مؤسس مؤسسة الآغا خان للتنمية ورئيسها، وهي واحدة من أضخم الشبكات التنموية الخاصة في العالم. تعمل المؤسسة على تحسين البيئة، والصحة، والتعليم، والهندسة المعمارية، والثقافة، وتمويل المشاريع الصغيرة، والتنمية الريفية، والحد من الكوارث، وتعزيز مشاريع القطاع الخاص، وتنشيط المدن التاريخية.
منذ توليه مكانة إمام الطائفة الإسماعيلية النزارية عام 1957، شارك الآغا خان في تغييرات اقتصادية وسياسية معقدة أثرت على أتباعه، بما في ذلك استقلال الدول الأفريقية عن الحكم الاستعماري، وطرد الآسيويين من أوغندا، واستقلال دول آسيا الوسطى مثل طاجكستان عن الاتحاد السوفييتي السابق، والاضطرابات المستمرة في أفغانستان وباكستان. كان الآغا خان الرابع أول زعيم عقيدة دينية يخطب في الجلسة المشتركة للبرلمان الكندي، وذلك في 27 فبراير عام 2017.

## نشأته
الآغا خان الرابع شاه كريم الحسيني هو الابن الأكبر للأمير علي شاه (1911-1960) وزوجته الأولى الأميرة تاج الدولة علي خان، التي كانت قبل زواجها صاحبة المقام جوان ياردي بولر (1908-1997)، وهي الابنة الكبرى للقرين البريطاني البارون تشورستون الثالث.
وُلد الأمير كريم في جنيف في سويسرا في 13 ديسمبر عام 1936، وعلى الرغم من ولادته قبل الأوان، فقد كان بكامل صحته. بعد أقل من عام على ولادته، وُلد أخوه أمين آغا خان. تطلق والداهما في عام 1949، ويرجع ذلك إلى علاقات الأمير علي خان خارج نطاق الزواج. تزوج الأمير علي خان بعد فترة وجيزة من طلاقه الممثلةَ الأمريكية ريتا هايورث وأنجب منها ابنة، الأميرة ياسمين آغا خان، وهي الأخت غير الشقيقة للآغا خان الرابع.
كان للآغا خان الرابع أخ غير شقيق آخر، باتريك بينجامن غينيس (1931-1965) من زواج أمه الأول، إذ كانت والدته متزوجة سابقًا من لويل غينيس من عائلة غينيس المالكة للمصارف.
قضى الأمير كريم طفولته في نيروبي كينيا، وتلقى تعليمه الأول من خلال الدروس الخصوصية. خصص جدُّه، الآغا خان الثالث، مصطفى كامل، وهو أستاذ من جامعة عليكرة الإسلامية، لتدريس الأمير كريم وأخيه. التحق الأمير كريم لاحقًا بمدرسة لا روزي في سويسرا، وهي أكثر مدرسة داخلية تكلفةً في أوروبا. فضل الأمير كريم عندما كان شابًا الدراسة في معهد ماساتشوستس للتكنولوجيا ودراسة العلوم، ولكن جده الآغا خان الثالث اعترض على القرار، ودرس الأمير كريم في جامعة هارفرد، حيث انتُخب عضوًا في نادي دلفيك، وتخصص هناك في التاريخ الشرقي.
عندما تُوفي جده، اندفع الأمير كريم إلى منصب الآغا خان الرابع، وانتقل من كونه مجرد طالب جامعي إلى منصب الإمام النزاري الجديد ليحل بذلك محل جده. قال عن ذلك: «تغيرت حياتي بالكامل بين ليلة وضحاها، استيقظت وعلى كاهلي مسؤوليات جدية تجاه ملايين من البشر، وكنت أعلم أنه سيتعين عليّ التخلي عن أحلامي بالدراسة لنيل شهادة الدكتوراه في التاريخ».
تخرج الآغا خان الرابع من هارفرد عام 1959، بعد سنتين من تولي مرتبة إمام الطائفة الإسماعيلية النزارية، مع درجة بكالوريوس في الآداب من قسم التاريخ.
كان الآغا خان الشاب أيضًا متزلجًا على المنحدرات، وتزلج لصالح إيران (التي كان يحكمها الشاه في ذلك الوقت) في أولمبيات شتاء عام 1964.

## وفاته
توفي آغا خان الرابع يوم 4 فبراير 2025 في مدينة لشبونة بالبرتغال، ودُفن في ضريح جده بأسوان في مصر يوم 9 فبراير 2025.

## روابط خارجية
- آغا خان الرابع على موقع أوليمبيديا (الإنجليزية)
- آغا خان الرابع على موقع IMDb (الإنجليزية)
- آغا خان الرابع على موقع الموسوعة البريطانية (الإنجليزية)
- آغا خان الرابع على موقع مونزينجر (الألمانية)